# Капралихинское сельское поселение
Капралихинское се́льское поселе́ние — муниципальное образование в Армизонском районе Тюменской области Российской Федерации.
Административный центр — село Капралиха.

## История
Статус и границы сельского поселения установлены Законом Тюменской области от 5 ноября 2004 года № 263 «Об установлении границ муниципальных образований Тюменской области и наделении их статусом муниципального района, городского округа и сельского поселения».

## Население
| 2010 | 2011 | 2012 | 2013 | 2014 | 2015 | 2016 |
| ---- | ---- | ---- | ---- | ---- | ---- | ---- |
| 290  | →290 | ↘263 | ↗267 | ↘266 | ↘259 | ↘250 |
| 2017 | 2018 | 2019 | 2020 | 2021 | 2023 |      |
| →250 | ↘248 | ↘243 | ↘231 | ↗245 | ↘239 |      |

## Состав сельского поселения
| № | Населённый пункт | Тип населённого пункта       | Население |
| - | ---------------- | ---------------------------- | --------- |
| 1 | Беляковка        | деревня                      | ↘28       |
| 2 | Капралиха        | село, административный центр | ↘252      |
| 3 | Малый Кайнак     | деревня                      | ↗10       |